# Babicovy dobroty
Babicovy dobroty jsou pořad o vaření stanice TV Nova, který vedl Jiří Babica. Byl vysílán od roku 2008 pravidelně v sobotu v podvečerním čase. Dne 7. srpna 2014 bylo oznámeno ukončení výroby pořadu.

## Kritika
Šéfkuchař a moderátor konkurenčních pořadů Zdeněk Pohlreich se vyjádřil kriticky:
Odrazem mravního marastu české společnosti jsou pořady typu Babicovy dobroty. Lidi jsou natolik omezení, že se utvrzují v tom, že levné věci jsou dobré ... Gastronomická úroveň tohoto pořadu je už dvacet let passé.
Z. Pohlreich